# Stefano Mangold
Stefano Mangold (Fiume, 13 aprile 1914 – Milano, 7 maggio 2002) è stato un tennista italiano.

## Biografia
Nato in una famiglia di origine ebraica, nel 1929 si trasferì con la famiglia a Milano. La madre Matilde, che aveva giocato in partite di seconda categoria all'inizio del Novecento, gli trasmise la passione per il tennis, allenandosi presso lo Sport Club Italia. Dopo aver conosciuto il conte Alberto Bonacossa, fu ammesso al Tennis Club Milano, dove fu allenato dall'austriaco Fritz Weisz. Insieme ai compagni del liceo Ferruccio Quintavalle, Valentino Taroni e Giovannino Palmieri partecipò a diversi tornei. Nel novembre 1931 vinse la finale del torneo dello Sport Club Italia di Milano contro Placido Gaslini. Fu Campione Italiano Juniores nel 1933. Nel giugno 1933 prese parte ad una manifestazione per raccogliere fondi a favore dell'Istituto del Nastro Azzurro, giocando con Suzanne Lenglen e Guido Cesura. Raggiunse i quarti di finale agli Internazionali d'Italia 1933 e Internazionali d'Italia 1934. Agli Internazionali d'Italia 1935 riuscì a battere a sorpresa Henri Cochet (6-3, 6-4, 6-4), facendosi notare da Aldo Tolusso, capitano della squadra italiana di Coppa Davis: debuttò così nel giugno 1935 a Berlino nei quarti di finale della zona europea contro la Germania, disputando il secondo incontro singolo contro Gottfried von Cramm, in cui perse per 6-0, 6-4, 6-4. Perse anche l'incontro contro Henner Henkel (6-1, 8-6, 6-4, 6-4). Pochi mesi dopo fu di nuovo battuto da Von Cramm al torneo di Capri 1935.
Uomo di grande cultura (due lauree, giurisprudenza ed economia e commercio), dopo la Seconda guerra mondiale giocò ancora qualche incontro di prima categoria, ma fu principalmente incaricato di riorganizzare il CONI dell'Alta Italia e poi di riavviare la Gazzetta dello Sport. In seguito, divenne responsabile della riscossione dei tributi locali dell'amministrazione provinciale di Milano. Per molti anni fu consigliere del Tennis Club Milano. 
Morì all'età di 88 anni, nella sua casa di Milano, accudito dalla moglie Gabriella e dalle figlie Matilde e Carla.